# Scopula calorifica
Scopula calorifica là một loài bướm đêm trong họ Geometridae.